# Tingsted (by)
 For alternative betydninger, se Tingsted. (Se også artikler, som begynder med Tingsted)
Tingsted er en landsby på Falster med 228 indbyggere  (2025). Tingsted er beliggende i Tingsted Sogn to kilometer øst for Nordbyen og syv kilometer nord for Nykøbing Falster. Landsbyen tilhører Guldborgsund Kommune og er beliggende i Region Sjælland. Tingsted Kirke ligger i landsbyen.
Tingsted ligger langs en mindre vej, tilbagetrukket fra hovedvejen mod nord. Der er busforbindelse til Nordbyen.
I 2009 var Tingsted udnævnt til "Årets Landsby" i Guldborgsund Kommune.

## Natur og beliggenhed
Landsbyen ligger lige ved Hannenov Skov og Virket Lyng. Lyngen ligger skovløberhuset Virkethus, som Guldborgsund Kommune har lejet af Naturstyrelsen. Det fungerer som et forsamlingshus, der kan lånes af foreninger/grupper, institutioner og skoler i kommunen (dvs. ikke privatpersoner og virksomheder).
I jernalderen var huset en folkeborg kaldet Falsters Virke. Til bygningen hører et 1.300 meter langt voldanlæg, der har fungeret som værn mod angreb fra vendere. Voldene er enkelte steder 3–6 meter brede og indtil 1,5 meter høje.
Tingsted Å løber i gennem Tingsted og munder ud i Guldborg Sund ved Slotsbryggen i Nykøbing Falster by.

## Herregårdene Pandebjerg, Klodskov og Ny Kirstineberg
I området mellem hovedvejen og Guldborg Sund ligger de tre herregårde. Klodskov, Pandebjerg og Ny Kirstineberg side om side ud mod vandet. I årtier var det sukkerroer, som blev dyrket her. De tre gårde indgik siden et driftsfællesskab og dyrker i dag æbler og brygger æblemost. Herudover udlejes arealerne til jagt. Til Pandebjerg hører endvidere 22 boliglejemål.
Den lidt mindre naboherregård Ny Kirstineberg er omdannet til bed and breakfast.